# Creeper (programme)
Creeper est un programme informatique expérimental écrit par Bob Thomas chez Bolt, Beranek and Newman en 1971. Sa première version est conçue pour se déplacer entre les ordinateurs centraux DEC PDP-10 équipés du système d'exploitation TENEX à l'aide d'ARPANET. Une version ultérieure est conçue par Ray Tomlinson pour se copier d'ordinateur à ordinateur plutôt que de simplement se déplacer. Cette version auto-réplicative de Creeper est généralement considérée comme le premier exemple de ver informatique,, quoique de notoriété bien moindre que Morris, distribué plus de 15 ans plus tard via l'Internet.
Le programme n'est pas un logiciel activement malveillant car il ne cause aucun dommage aux données, le seul effet étant un message envoyé au téléscripteur disant « Je suis le creeper : attrapez-moi si vous le pouvez »,.

## Reaper
Reaper est un programme similaire créé par Ray Tomlinson pour se déplacer dans l'ARPANET et supprimer le Creeper auto-répliquant.

## Impact culturel
Le conflit entre Creeper et Reaper sert d'inspiration pour le jeu de programmation Core War tandis que des versions fictives de Reaper sont utilisées comme antagonistes dans l'anime Digimon Tamers et le roman visuel Digital: A Love Story . Il apparait également dans le webcomic « Internet Explorer », aux côtés de Morris, lui aussi personnifié.